# Evius albiscripta
Evius albiscripta là một loài bướm đêm thuộc phân họ Arctiinae, họ Erebidae.